# Zeitwerkstadt
Zeitwerkstadt (Eigenschreibweise ZeitWerkStadt) ist ein Fahrzeugmuseum in Frankenberg/Sachsen. ISIL führt es als ZeitWerkStadt – Erlebnismuseum für Stadt- und Industriegeschichte.

## Geschichte
Das Fahrzeugmuseum Frankenberg existierte seit 1996 und befasste sich mit der Geschichte der Framo-Werke und der VEB Barkas-Werke. 2019 musste es schließen. Das in der Blumenhalle der Landesgartenschau Frankenberg 2019 eröffnete Erlebnismuseum Zeitwerkstadt übernahm die Sammlung größtenteils. Eröffnet wurde es am 14. Juli 2021 vom sächsischen Ministerpräsidenten Michael Kretschmer und Frankenbergs Bürgermeister Thomas Firmenich. Verwaltungsträger ist die Frankenberger Kultur gGmbH. Im Gegensatz zum vorherigen Museum liegt der Schwerpunkt auf der sächsischen Industriekultur. Des Weiteren befinden sich im Erlebnismuseum Zeitwerkstadt einige stadtgeschichtliche Exponate des 2020 ebenfalls zugunsten des neuen Erlebnismuseums geschlossenen Heimatmuseums im Rittergut Frankenberg.
Die Ausstellungsfläche beträgt etwa 1800 Quadratmeter in einer Halle der früheren Polstermöbelfabrik VEB Lisema, welche für die sächsische Landesgartenschau 2019 zur Blumenhalle und als Nachnutzung zum Erlebnismuseum umgebaut wurde. Das Museum ist an sechs Tagen pro Woche geöffnet.

## Ausstellungsgegenstände
Ausgestellt sind zehn Framo und acht Barkas. Es sind überwiegend Nutzfahrzeuge, dazu das Fahrgestell eines Framo-Stromer-Pkw. Weitere Themengebiete sind Tabakverarbeitung, Zeitungsdruck und Teppichweberei.

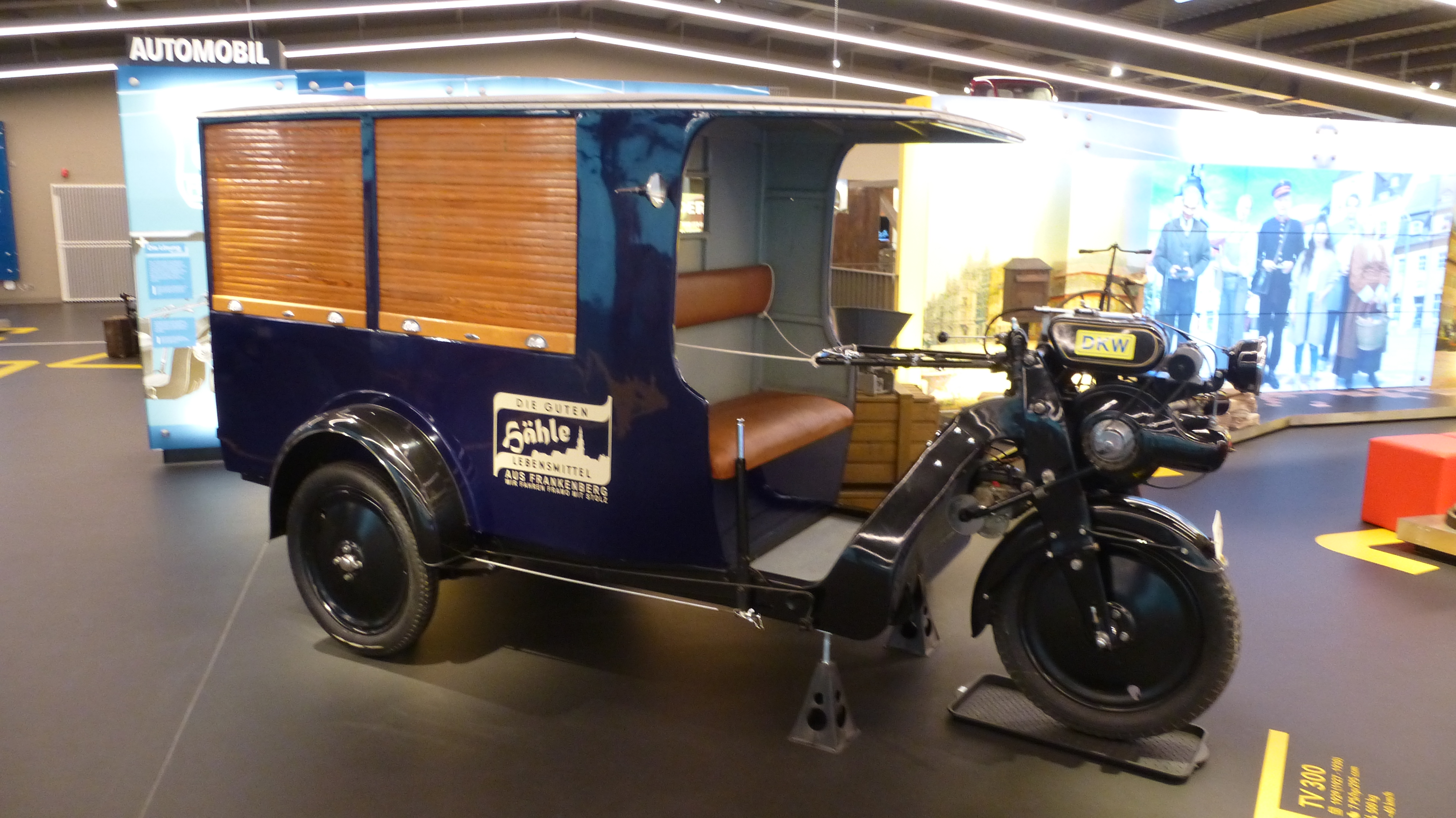
Framo TV 300 von 1929
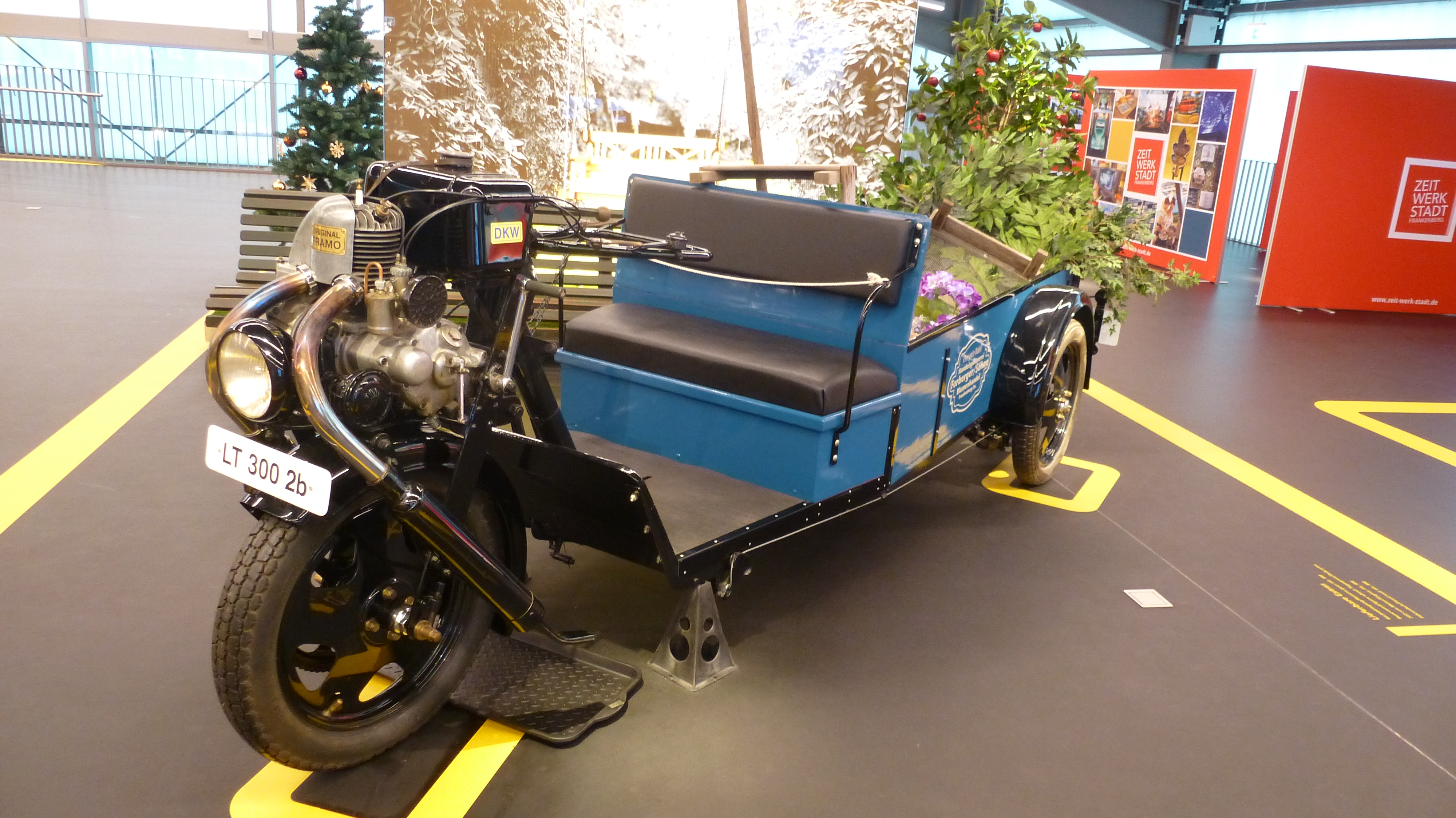
Framo LT 300 2 B von 1931
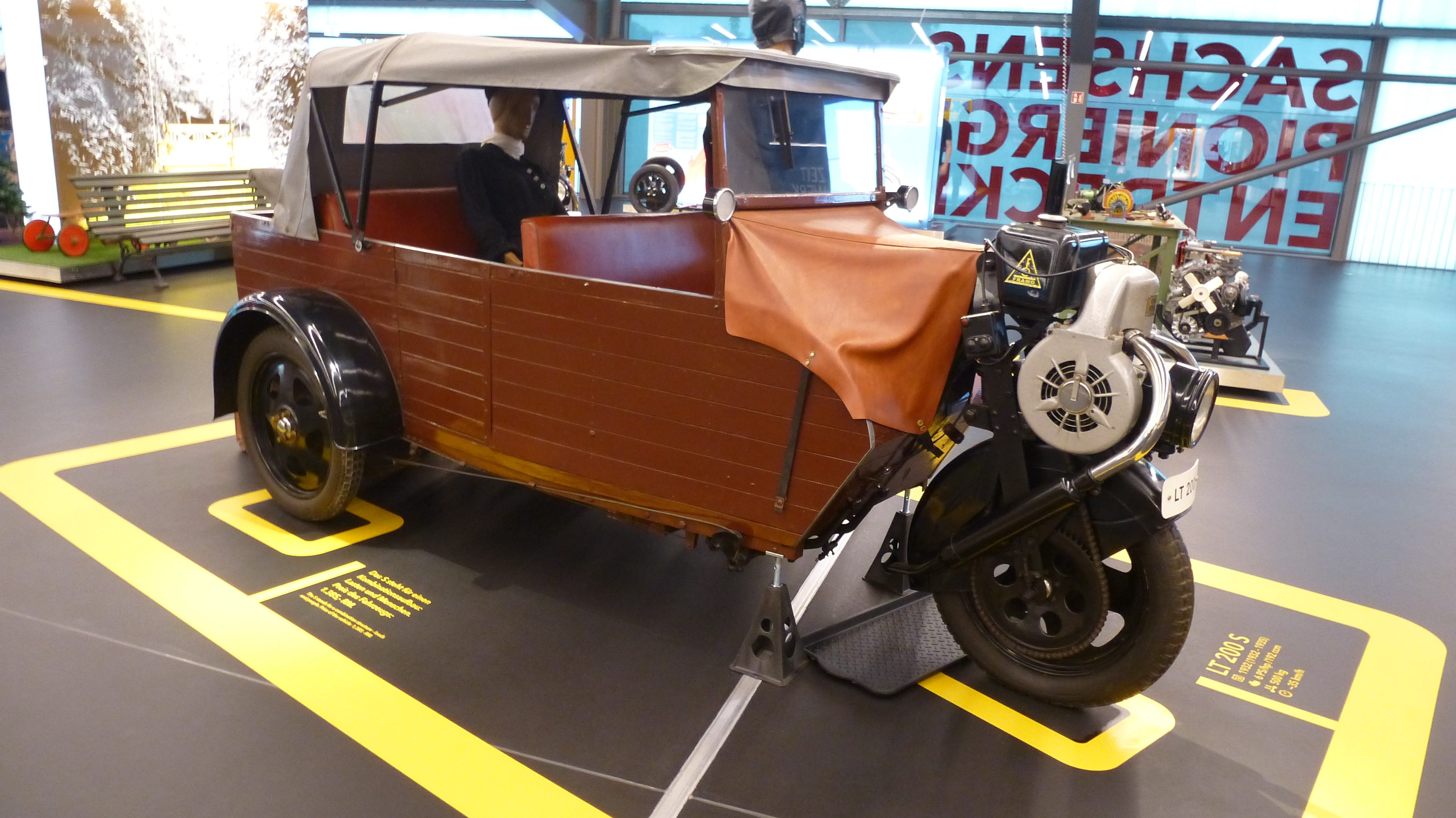
Framo LT 200 S von 1932
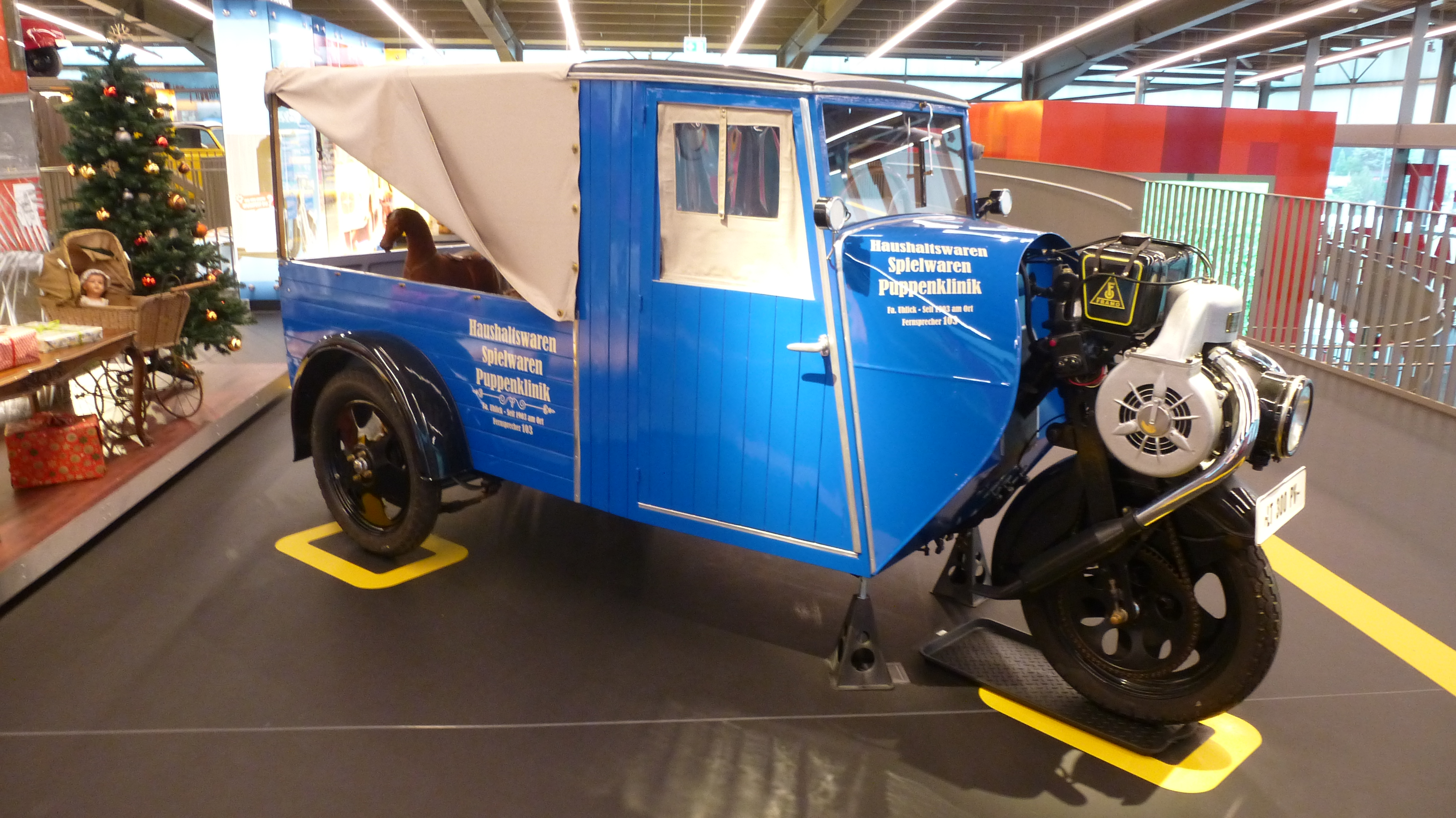
Framo LT 300 PV von 1933
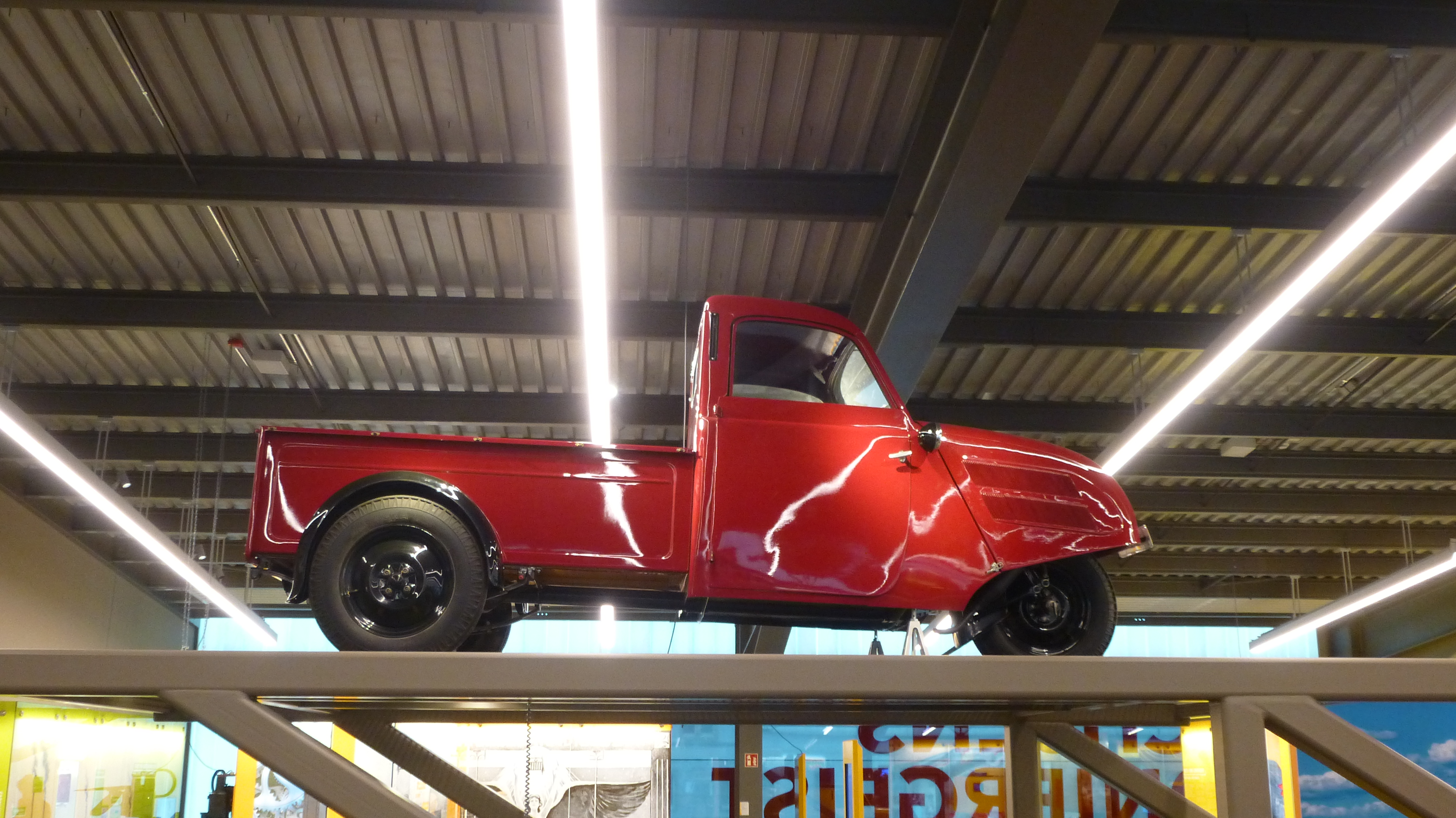
Framo D 500 LTG von 1938
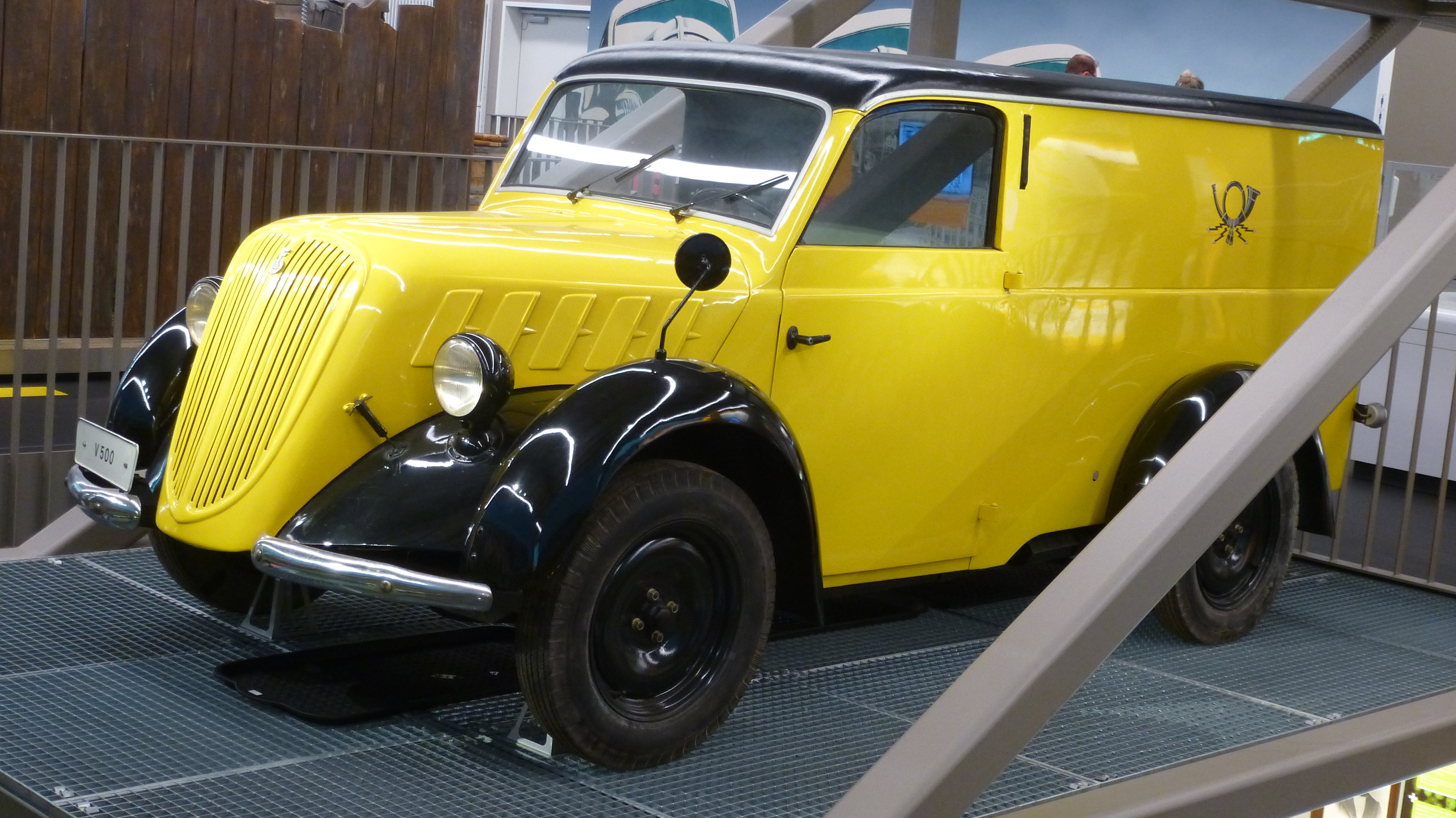
Framo V 500 K von 1938
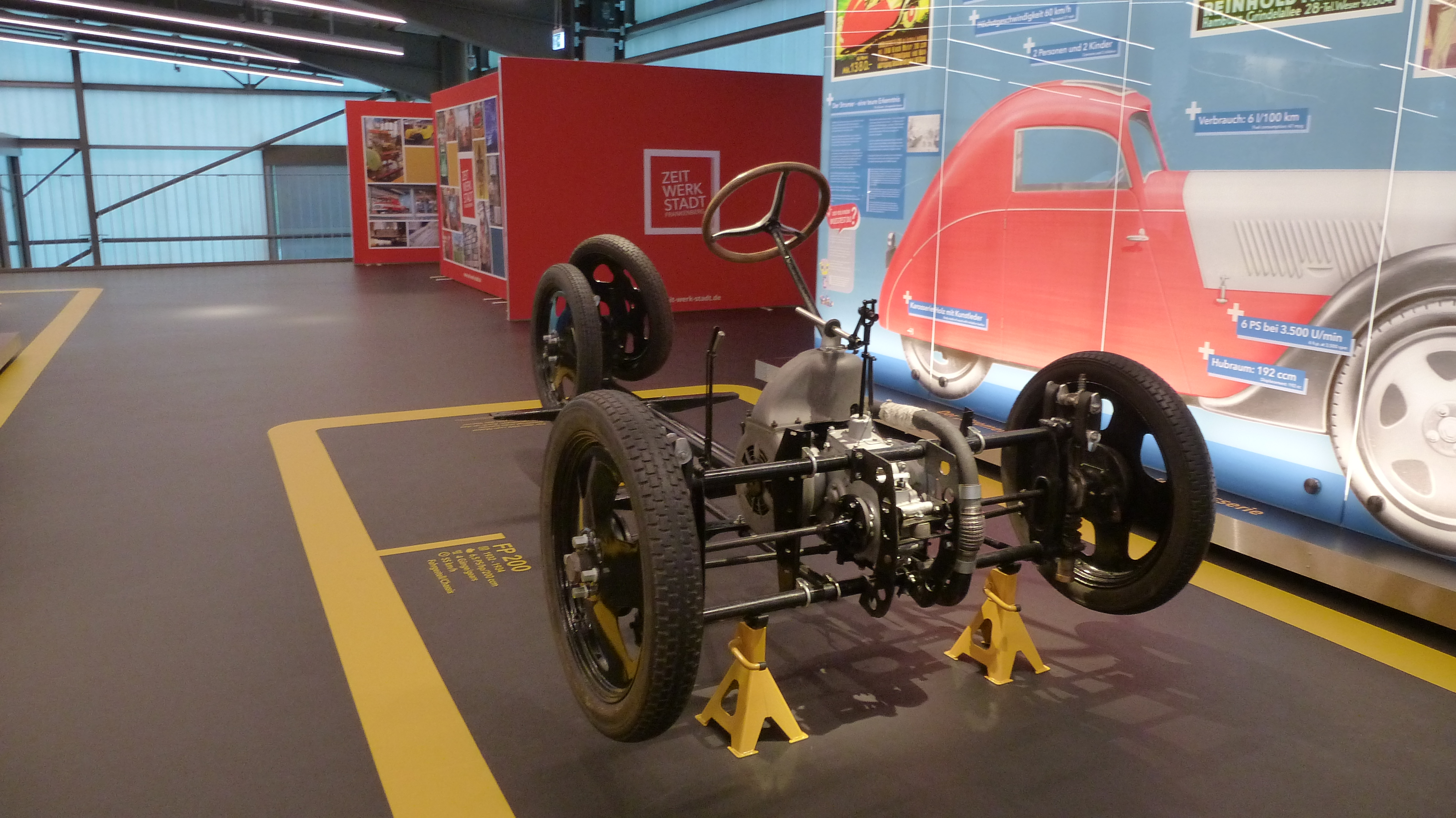
Fahrgestell eines Framo-Stromer-Pkw